# Central Michigan Chippewas
Central Michigan Chippewas (Chippewas de Míchigan Central) es el equipo deportivo de la Universidad de Míchigan Central, situada en Mount Pleasant, Míchigan. Los equipos de los Chippewas participan en las competiciones universitarias organizadas por la NCAA, y forma parte de la Mid-American Conference excepto en lacrosse femenino, que compite en la Southern Conference.

## Apodo
El nombre de Chippewas, a veces abreviado como Chips, proviene de la tribu india Saginaw Chippewa, ubicada en la zona, y es usado con el consentimiento de la misma, debido a las buenas relaciones entre la tribu y la universidad. En agosto de 2005 el nombre fue incluido por la NCAA en la lista de apodos "hostiles y abusivos", pero fue apelada la decisión, gracias a la intermediación de la tribu. Con anterioridad, los deportistas de esta universidad se llamaron los Dragons y los Wildcats, entre otros.

## Programa deportivo
Los Chippewas participan en las siguientes modalidades deportivas:
| - Masculino - Atletismo - Atletismo en pista cubierta - Béisbol - Baloncesto - Cross - Fútbol americano - Lucha libre | - Femenino - Atletismo - Atletismo en pista cubierta - Baloncesto - Cross - Fútbol - Lacrosse - Hockey sobre hierba - Softball - Voleibol |

### Baloncesto
El equipo de baloncesto masculino de los Chippewas ha conseguido ganar en 6 ocasiones la fase regular de la Mid-American Conference, ganando en 2 ocasiones el torneo de la conferencia, en 1987 y 2003. Un total de 8 jugadores han llegado a la NBA, destacando gente como Dan Majerle, Ben Poquette, Dan Roundfield o Chris Kaman.

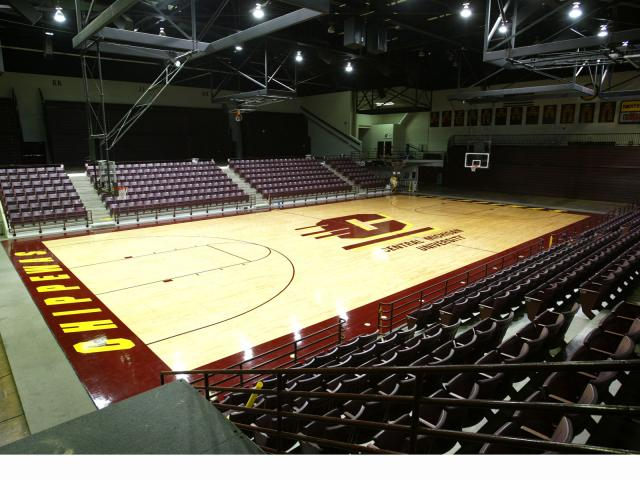
El McGuirk Arena, sede de los equipos de baloncesto.

#### Torneos de la NCAA
En 4 ocasiones el equipo de Central Michigan ha llegado a la fase final de la NCAA, con un balance de 3 victorias y 4 derrotas:
| Año  | Resultado            |
| ---- | -------------------- |
| 1975 | 3.er puesto regional |
| 1977 | Primera ronda        |
| 1987 | Primera ronda        |
| 2003 | Segunda ronda        |

### Fútbol americano
El mayor éxito de los Chippewas en fútbol americano fue el Campeonato Nacional en la División II de la NCAA en 1974. además, han ganado en 14 ocasiones el título de conferencia, 5 desde que están en la MAC. Han disputado 3 partidos bowl en su historia, ganando 1 y perdiendo los otros 2.
En la actualidad, 7 jugadores salidos de la universidad compiten en la NFL.

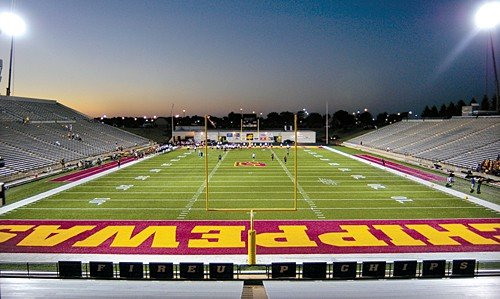
El Kelly/Shorts Stadium, estadio de fútbol americano.